# Karaikkudi
Karaikkudi (Tamil: காரைக்குடி Kāraikkuṭi [ˈkaːɾɛi̯kːuɖi]; auch Karaikudi) ist eine Stadt im südindischen Bundesstaat Tamil Nadu. Die Einwohnerzahl beträgt rund 107.000 (Volkszählung 2011).
Karaikkudi liegt im Distrikt Sivaganga im Süden Tamil Nadus 85 Kilometer östlich von Madurai und 92 Kilometer südlich von Tiruchirappalli. Die Entfernung nach Chennai, die Hauptstadt des Bundesstaates, beträgt 426 Kilometer. Karaikkudi ist Hauptort des gleichnamigen Taluks (Sub-Distrikts). Noch vor der Distrikthauptstadt Sivaganga ist Karaikkudi die größte Stadt des Distrikts Sivaganga. Durch den Ort führt der National Highway 210 von Tiruchirappalli nach Ramanathapuram. Vom Bahnhof Karaikkudi bestehen tägliche Verbindungen über Tiruchirappalli nach Chennai sowie nach Rameswaram.
Die Stadt Karaikkudi ist der Hauptort der Region Chettinad. Chettinad ist die Heimat der Händlerkaste der Nattukottai Chettiar, die es während der britischen Kolonialzeit im 19. Jahrhundert in Südostasien zu erheblichem Reichtum brachten. In ihren Heimatorten erbauten die Chettiar-Händler mit dem neu erworbenen Geld opulente Anwesen. Auch in Karaikkudi finden sich viele dieser Chettinad-Anwesen.
84 Prozent der Einwohner Karaikkudis sind Hindus, 11 Prozent sind Muslime und 4 Prozent Christen. Die Hauptsprache ist, wie in ganz Tamil Nadu, das Tamil, das von 96 Prozent der Bevölkerung als Muttersprache gesprochen wird.